# Palacio de Crópani
El palacio de Crópani es un palacio situado en el barrio de La Merced de la ciudad de Málaga, España. Se trata de un inmueble de finales del siglo XVIII cuya fachada principal se ubica en calle Álamos.
La fachada presenta un parámetro almohadillado con un balcón corrido en la primera planta a lo largo de tres huecos y balcones independientes para cada vano en la segunda. Del interior destaca su patio andaluz y las escaleras de mármol. 
Fue residencia de los marqueses de Cropani y más adelante de los marqueses de Cabeza de Vaca hasta que en los años 60 quedó deshabitado.  Albergó  el Museo de los Reales Oficios, en el que se exponía una colección de bordados civiles y religiosos. El palacio de Crópani tuvo el primer ascensor de Málaga, instalado a principios del siglo XX.
A lo largo de las últimas décadas, el edificio ha desempeñado un papel versátil, albergando diversas actividades y adaptándose a las necesidades cambiantes de su entorno. Este carácter multifuncional ha sido clave para mantener su relevancia en el tejido urbano y económico de la ciudad.
Desde 2021, el inmueble ha dado un giro significativo, convirtiéndose en uno de los espacios de coworking más grandes y dinámicos de Málaga. Bajo la gestión de la empresa Innovation Campus, este espacio no solo ofrece infraestructuras modernas, sino que también se ha posicionado como un punto de encuentro para profesionales, emprendedores y empresas que buscan un entorno colaborativo y flexible para desarrollar sus proyectos.